# Pakhuis (Gent)

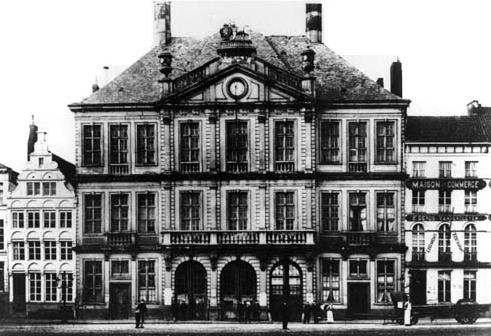
Voormalig pakhuis (foto genomen voor 1897)

Het Pakhuis was een gebouw in het centrum van de Belgische stad Gent. Het stond op de Korenmarkt, een centraal plein in de stad. Het situeerde zich op de plaats waar nu het voormalige postgebouw staat. Het Pakhuis werd gebouwd in 1719, na afbraak van de vroeger stadsgevangenis, het Chastelet. Het werd opgetrokken naar de plannen van architect Bernard de Wilde.
In het gebouw stond de waag, aan de straatkant stond een groter exemplaar dat vrachten tot 10 ton kon wegen. Binnenin waren er - naast uiteraard de stapelruimte - ook de burelen van de stedelijke rechten en accijnzen. Een klok gaf het begin en einde van de graanmarkt aan.

## Multifunctioneel
In de jaren van zijn bestaan heeft het Pakhuis verschillende functies gehad en organisaties gehuisvest.
- Vanaf 1729 was de Kamer van Koophandel er ondergebracht.
- Van 1755 tot 1797 de Koninklijke Academie voor Tekenkunde.
- Van 1817 tot 1826 lessen in natuur- en scheikunde, als onderdeel in de opleiding geneeskunde.
- Van 1798 tot 1802 en van 1832 tot 1848 was de handelsrechtbank er gevestigd.
- Van 1797 tot 1799 de Commissie der Burgerlijke Godshuizen.
- Gedurende zijn levensloop werd het Pakhuis afwisselend gebruikt door allerlei onderwijsinstellingen: de eerste normaalschool voor juffrouwen, een jongens- en een meisjesschool.
- Kantoor voor de officieren van de Burgerwacht.
- Kantoor van bedrijven die zorgden voor vervoer, het plein was een start- en aankomstplaats voor personen- en goederenvervoer.

In 1897 werd het samen met de huizenblok links en een tweetal huizen rechts afgebroken om er het nu buiten gebruik zijnde hoofdpostkantoor op te trekken. De leeuw die de voorgevel kroonde staat thans in het Gentse Citadelpark; de twee vazen die de uiteinden van het fronton versierden bevinden zich in het Museum voor Stenen Voorwerpen, gevestigd in de voormalige Sint-Baafsabdij. Ten zuiden van het huidige postgebouw loopt sinds de 20ste eeuw de Pakhuisstraat, een kort straatje waarvan de naam herinnert aan het verdwenen pakhuis.